# Mausoleum Graf Carl von Alten

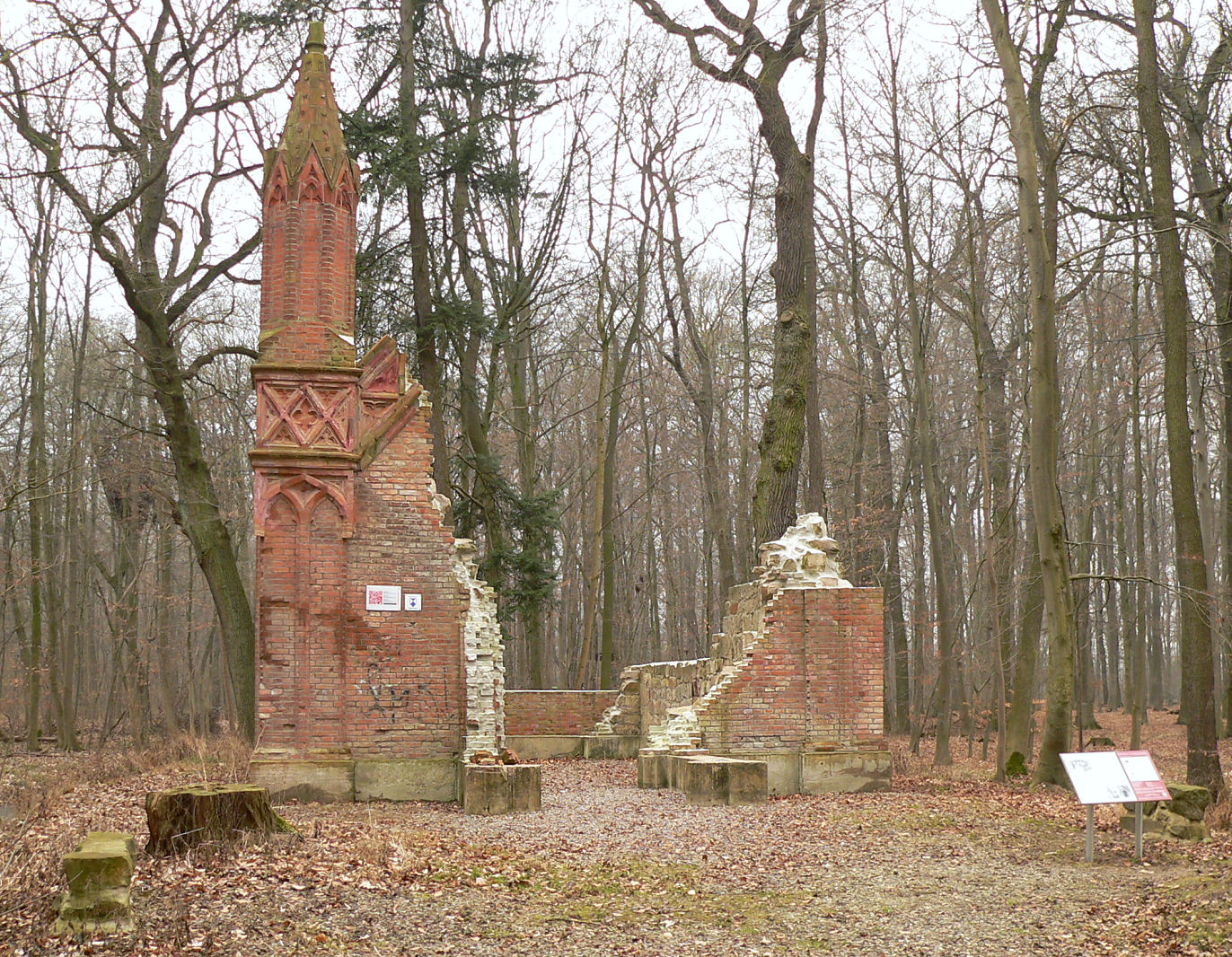
Vorderseite des Mausoleums Graf Carl von Alten

Das Mausoleum Graf Carl von Alten ist ein verfallenes Mausoleum in der niedersächsischen Stadt Hemmingen. Es befindet sich zwischen den Ortslagen der Stadtteile Arnum, Hemmingen-Westerfeld und Wilkenburg im Naturschutzgebiet Sundern. Das Mausoleum ist seit 1985 im niedersächsischen Denkmalverzeichnis als Baudenkmal aufgeführt.

## Lage
Die baulichen Reste des Mausoleums liegen in einem Waldgebiet in einer Auenlandschaft innerhalb des Naturschutzgebietes Sundern. Das Areal ist eine verlandete Flussschleife des Urstromtals der Leine. Um das Mausoleum herum wurde bei der Erbauung ein Ringgraben ausgehoben, sodass es auf einer kleinen Insel steht. Für den Wasserzufluss sorgt eine Grabenverbindung zum Hemminger Maschgraben.

## Baubeschreibung

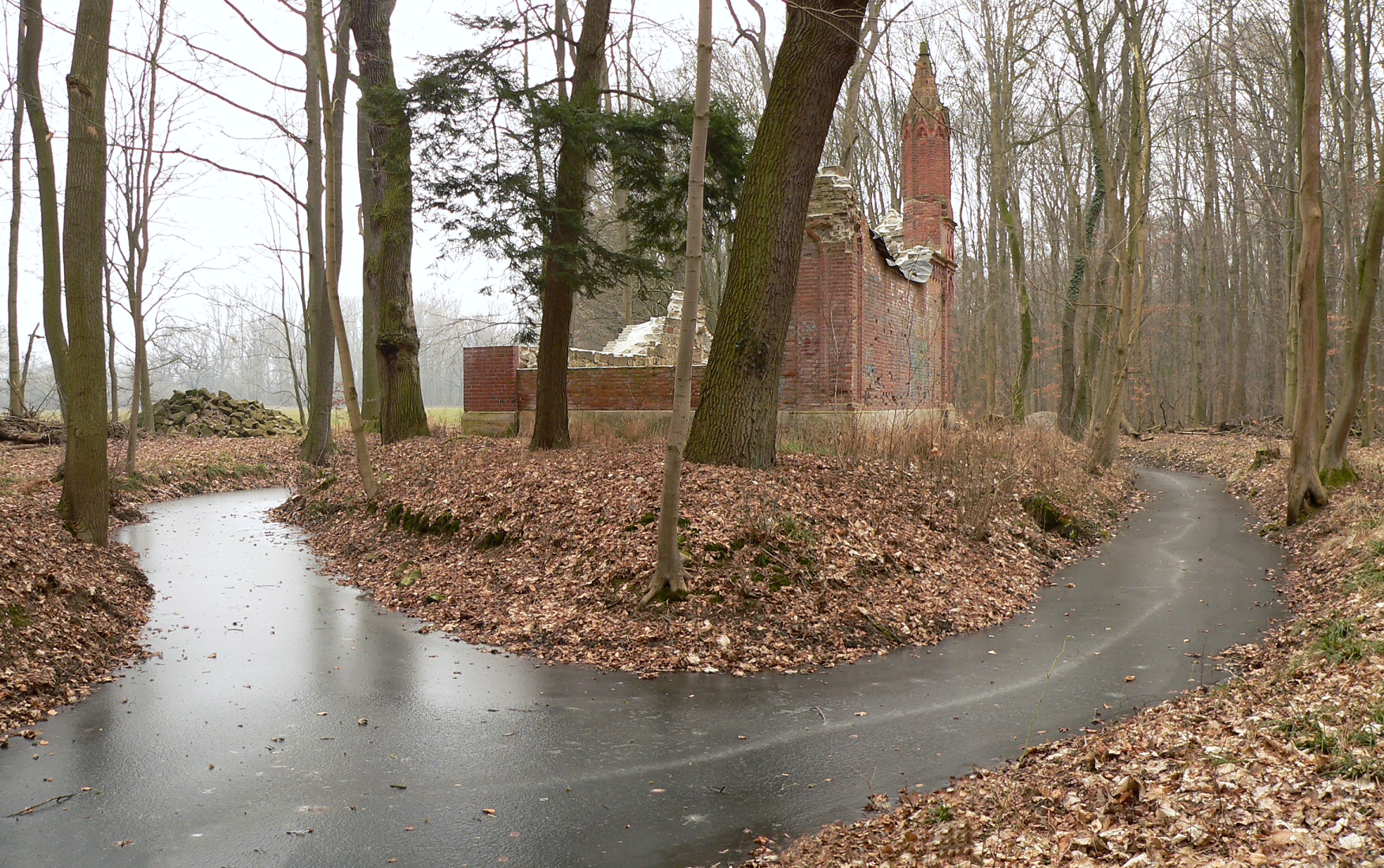
Rückseite des von einem Ringgraben umgebenen Mausoleums, mit gefrorenem Wasserlauf

Das Mausoleum war ursprünglich eine einschiffige Kapelle. Die Außenwände bestanden an drei Seiten aus Sandsteinbruch mit einer Verblendung aus Ziegelstein. Die Wandstärke der Außenwände betrug 1,2 Meter. Die rückwärtige Giebelwand wurde vollständig aus Ziegeln errichtet. Am vorderen Giebel war ein aus Sandstein gefertigtes Wappen der Familie von Alten angebracht. Innen war der Bau etwa 8 × 5 Meter groß. An den Außenecken der Kapelle erhoben sich spitze Ecktürme. Der Zugang zur Kapelle erfolgte über einen kleinen aus Ziegelsteinen errichteten Vorraum mit zwei Ecktürmchen. Die 340 Kilogramm schwere Eingangstür der Kapelle wurde im Jahr 2016 in einem Wohnhaus in Gehrden wiederentdeckt.
Das Mausoleum war ursprünglich über eine Naturbrücke mit einem von Georg Ludwig Friedrich Laves entwickelten Fischbauchträger zu erreichen, die über den Ringgraben führte. Heute sind vom Mausoleum im Wesentlichen nur die nachträglich aufgemauerten Grundmauern sowie eine Seitenwand und ein Eckturm vorhanden. Eine Restauration mit Sicherung der Baureste gegen weiteren Verfall, deren Kosten sich auf mehr als 60.000 Euro beliefen, erfolgte in den Jahren 2013 und 2014 durch den Förderverein Mausoleum Graf Carl von Alten. Von den Arbeiten handelt der 2015 uraufgeführte Dokumentarfilm „Die Rettung des Mausoleumsdenkmals in Hemmingen“, den Schüler der CFGS Hemmingen drehten. 2016 kamen Überlegungen auf, die Baureste durch ein Glasdach gegen Witterung zu schützen.

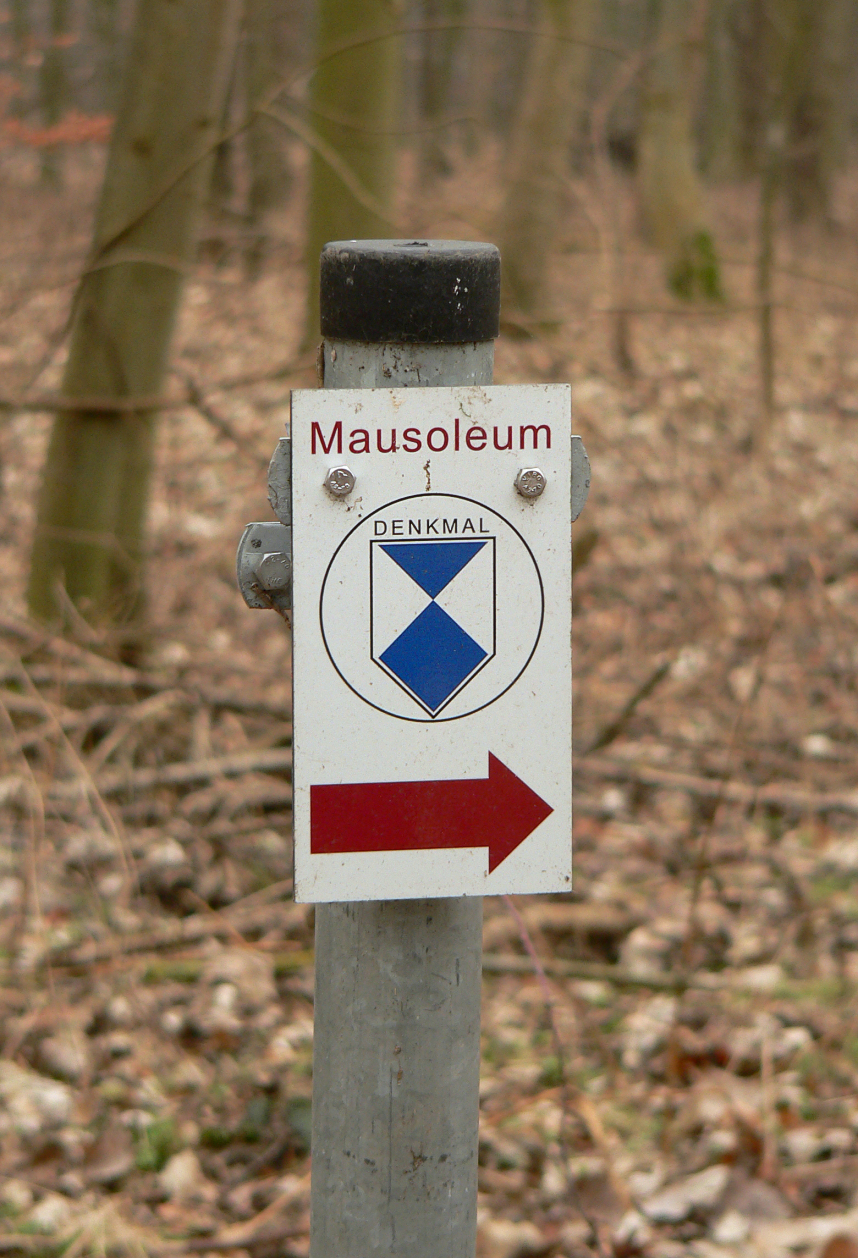
Wegweiser zum Mausoleum
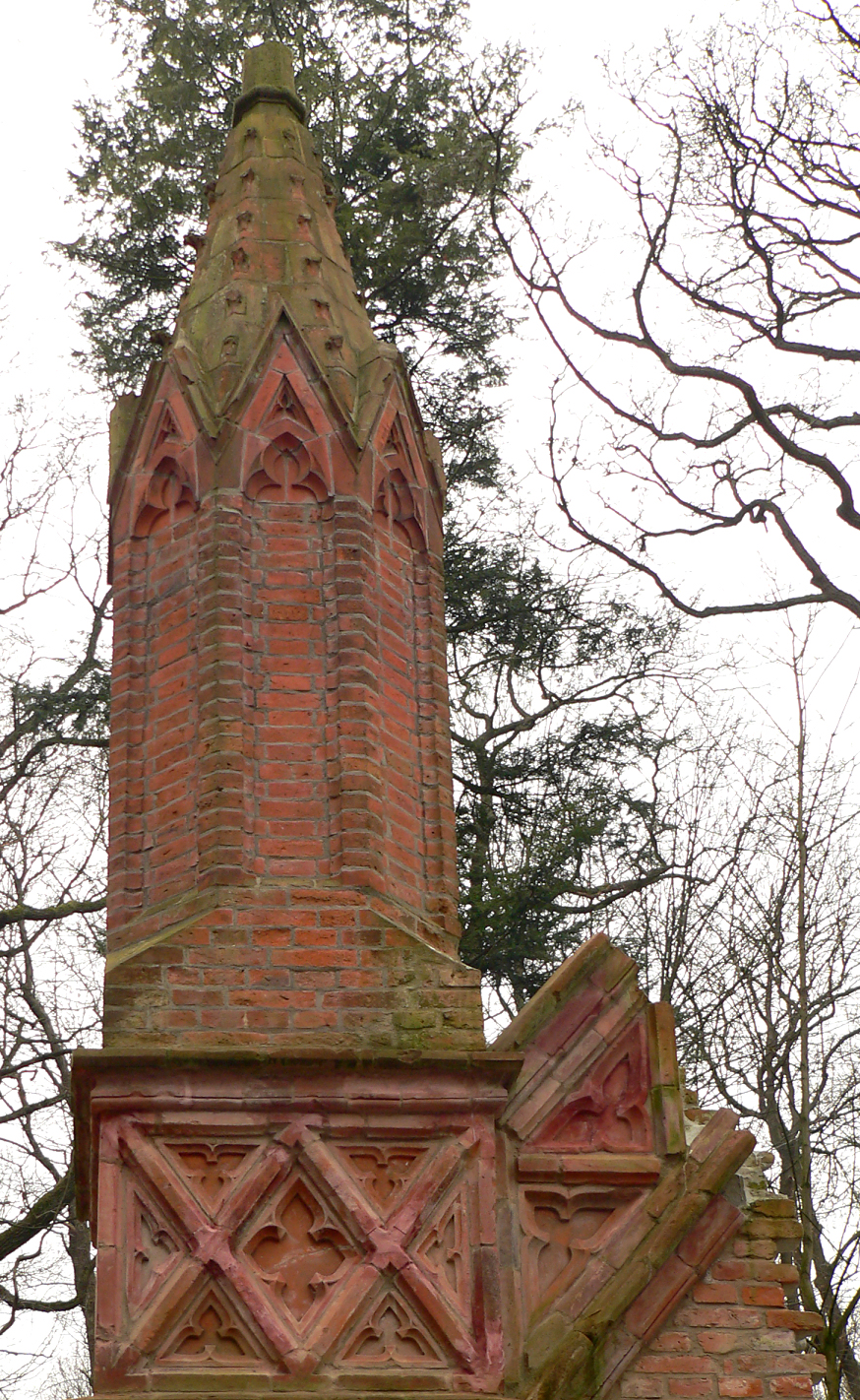
Eckturm mit Resten des Giebels an der Eingangsseite
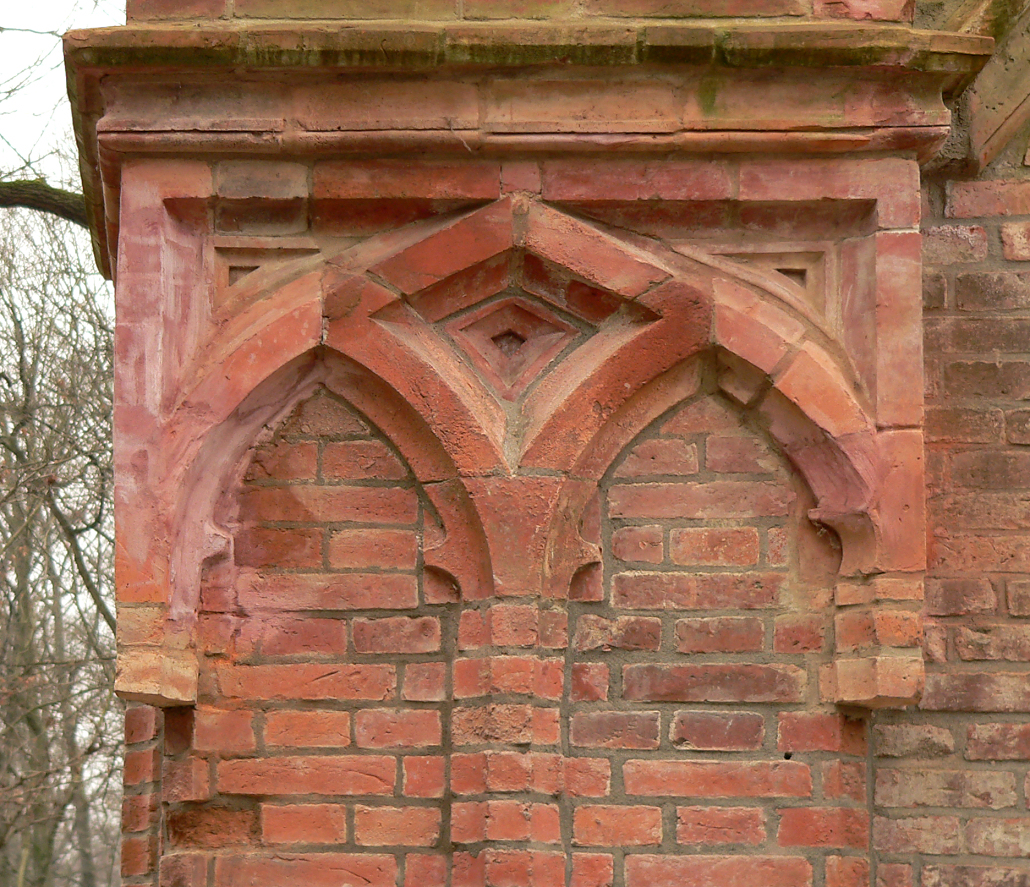
Baudetail mit geformten Backsteinen unterhalb des Eckturms
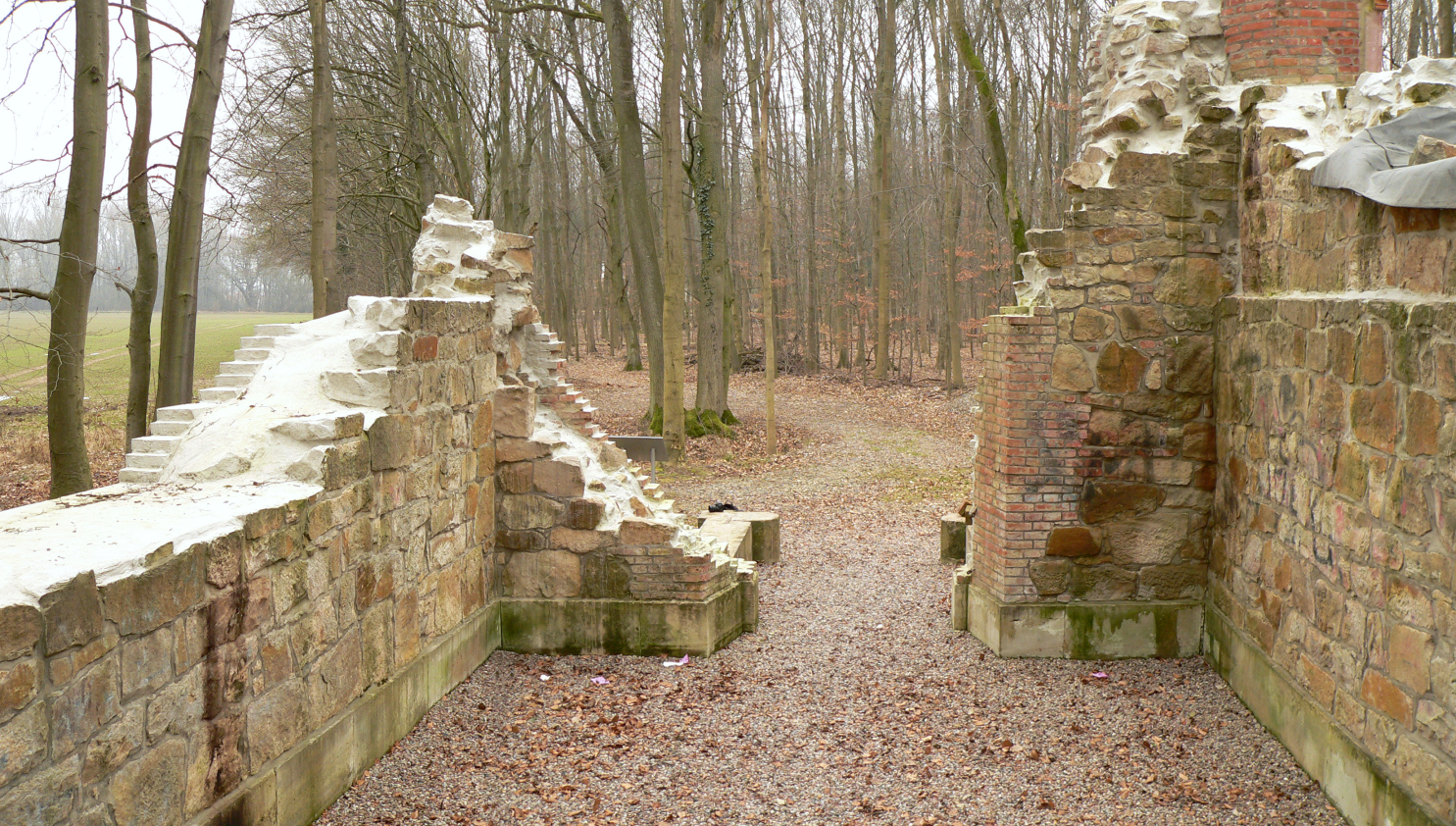
Innenraum, Blick auf den früheren Eingang

## Geschichte
Das Mausoleum wurde 1842 als Begräbnisstätte für den hannoversch-britischen General und Staatsmann Carl von Alten zwei Jahre nach seinem Tod fertiggestellt. Der Entwurf dazu stammt vom königlich-hannoverschen Hofbaumeister Georg Ludwig Friedrich Laves. Erbauen ließ es der Architekt Conrad Wilhelm Hase. Hase sah darin den Anfang der Hannoverschen Backstein-Architektur. Heute gilt das Mausoleum als der erste Backsteinbau der Neugotik in Norddeutschland.
Nach dem Zweiten Weltkrieg drangen Plünderer gewaltsam in das Mausoleum ein und beraubten die Zinksärge von Carl von Alten sowie von zwei Verwandten. Dabei stahlen sie Uniform, Ehrenzeichen und den Degen des Generals. Nachdem die Eingangstür zugemauert worden war, kam es zu Einbrüchen durch das Dach. 1958 rissen Diebe den zugemauerten Eingang ein und stahlen das Metall der Zinksärge. Auch störten sie erneut die Totenruhe und verteilten die Gebeine im Wald. Daraufhin wurden die sterblichen Überreste Carl von Altens in die Neustädter Hof- und Stadtkirche in Hannover umgebettet. Die Gebäudesubstanz blieb bis in die 1960er Jahre weitgehend erhalten. In der Zeit von 1966 bis 1968 wurde das Eingangsportal zerstört, 1973 die schwere Eingangstür aus Eiche entwendet. Danach zerfiel das Mausoleum im Laufe der Zeit durch den Diebstahl von Steinmaterial sowie Vandalismus, sodass es 1982 zur Ruine geworden war.
1987 gründete sich der Förderverein Mausoleum Graf Carl von Alten zur Rettung des Begräbnisstätte, der wegen seiner Aktivitäten 2016 mit dem Denkmalpreis der Niedersächsischen Sparkassenstiftung ausgezeichnet wurde.